# Aeropuerto Internacional Mataveri
Aeropuerto Internacional Mataveri is het vliegveld van Paaseiland. Het vliegveld ligt vlak buiten de hoofdstad Hanga Roa. Alleen de nationale Chileense luchtvaartmaatschappij LAN Airlines vliegt op deze luchthaven. Via het vliegveld komen er jaarlijks duizenden toeristen naar Paaseiland, maar er is ook een hal voor passagiers die naar Papeete (Tahiti) gaan of die er juist vandaan komen. Op het vliegveld bevindt zich een restaurant, souvenirwinkels en kiosken van hotels die proberen de toeristen naar hun hotel te lokken.
Het vliegveld kent één geasfalteerde landingsbaan van 3318 meter lang. Deze landingsbaan kon in het verleden door NASA worden gebruikt als een Spaceshuttle een noodlanding moet maken.
Tweemaal per week vliegt LAN Airlines naar Mataveri International Airport, en in het hoogseizoen (tussen december en maart) worden er soms extra vluchten gemaakt.